# Hassania Union Sport Agadir
El Hassania Union Sport Agadir (HUSA) (amazic: ⵜⴰⵎⵓⵏⵜ ⵜⴰⵃⴰⵙⴰⵏⵉⵜ ⵏ ⵜⵓⵏⵏⵓⵏⵜ ⵏ ⵓⴳⴰⴷⵉⵔ, Tamunt Taḥasanit n Tunnunt n Ugadir; àrab: حسنية أكادير, Ḥassaniyya Agādīr) és un club de futbol marroquí de la ciutat d'Agadir.

## Palmarès
- Lliga marroquina de futbol:[4]
  - 2002, 2003
- Segona divisió marroquina de futbol:
  - 1996